# ميتش ويلسون
ميتش ويلسون هو لاعب هوكي الجليد كندي، ولد في 15 فبراير 1962 في كيلونا في كندا.

## وصلات خارجية
- ميتش ويلسون على موقع دوري الهوكي الوطني (الإنجليزية)
- ميتش ويلسون على موقع EliteProspects.com (الإنجليزية)
- ميتش ويلسون على موقع HockeyDB.com (الإنجليزية)
- ميتش ويلسون على موقع Hockey-Reference.com (الإنجليزية)